# Уряд Венесуели
Уряд Венесуели — вищий орган виконавчої влади Венесуели.

## Голова уряду
- Президент — Ніколас Мадуро Морос (англ. Nicolas Maduro Moros).
- Віце-президент — Тарек ель-Айссамі (англ. Tareck el Aissami).

## Кабінет міністрів
Склад чинного уряду подано станом на 24 січня 2017 року.
| Логотип | Міністерство                                               | Міністр                                                             | Фото | Час на посаді | Час на посаді | Партія | Партія | Вебсайт |
| ------- | ---------------------------------------------------------- | ------------------------------------------------------------------- | ---- | ------------- | ------------- | ------ | ------ | ------- |
|         | Міністерство агропродукції і земель                        | Вілмар Кастро Сотелдо (Wilmar Castro Soteldo)                       |      |               |               |        |        |         |
|         | Міністерство вищої освіти, науки і технології              | Хугбел Роа (Hugbel Roa)                                             |      |               |               |        |        |         |
|         | Міністерство внутрішніх справ, юстиції та миру             | генерал Нестор Ревероль (Nestor Reverol)                            |      |               |               |        |        |         |
|         | Міністерство громад і соціальних рухів                     | Арістобуло Істуріс (Aristobulo Isturiz)                             |      |               |               |        |        |         |
|         | Міністерство економіки і фінансів                          | Рамон Лобо (Ramon Lobo)                                             |      |               |               |        |        |         |
|         | Міністерство екосоціалізму і вод                           | Рамон Веласкес (Ramon Velasquez)                                    |      |               |               |        |        |         |
|         | Міністерство електрики                                     | генерал Луїс Альфредо Мотта Домінгес (Luis Alfredo Motta Dominguez) |      |               |               |        |        |         |
|         | Міністерство житла і екосоціалізму                         | генерал Мануель Квеведо (Manuel Quevedo)                            |      |               |               |        |        |         |
|         | Міністерство житлово-комунального господарства             | адмірал Сезар Салазар Колл (Cesar Salazar Coll)                     |      |               |               |        |        |         |
|         | Міністерство зв'язку та інформації                         | Ернесто Віллегас (Ernesto Villegas)                                 |      |               |               |        |        |         |
|         | Міністерство зовнішньої торгівлі та міжнародних інвестицій | Хесус Фаріа (Jesus Faria)                                           |      |               |               |        |        |         |
|         | Міністерство закордонних справ                             | Делсі Елойна Родрігес Гомес (Delcy Eloina Rodriguez Gomez)          |      |               |               |        |        |         |
|         | Міністерство індіанських народів                           | Алоха Нуньєс (Aloha Nunez)                                          |      |               |               |        |        |         |
|         | Міністерство культури                                      | Адан Чавес (Adan Chavez)                                            |      |               |               |        |        |         |
|         | Міністерство молоді та спорту                              | Мервін Мальдонадо (Mervin Maldonado)                                |      |               |               |        |        |         |
|         | Міністерство міської агрокультури                          | Еріка Фаріас (Erika Farias)                                         |      |               |               |        |        |         |
|         | Міністерство наземного транспорту                          | Рікардо Моліна (Ricardo Molina)                                     |      |               |               |        |        |         |
|         | Міністерство нафти і гірничої промисловості                | Нельсон Мартінес (Nelson Martinez)                                  |      |               |               |        |        |         |
|         | Міністерство оборони                                       | генерал Владімір Падріно Лопес (Vladimir Padrino Lopez)             |      |               |               |        |        |         |
|         | Міністерство освіти                                        | Еліас Хауа (Elias Jaua)                                             |      |               |               |        |        |         |
|         | Міністерство охорони здоров'я                              | Антонієта Капорале (Antonieta Caporale)                             |      |               |               |        |        |         |
|         | Міністерство пенітенціарної системи                        | Марія Іріс Варела Рангель (Maria Iris Varela Rangel)                |      |               |               |        |        |         |
|         | Міністерство планування                                    | Рікардо Менендес (Ricardo Menendez)                                 |      |               |               |        |        |         |
|         | Міністерство повітряного та водного транспорту             | генерал Джузеппе Йоффреда (Giuseppe Yoffreda)                       |      |               |               |        |        |         |
|         | Міністерство праці                                         | Франсіско Торреальба (Francisco Torrealba)                          |      |               |               |        |        |         |
|         | Міністерство продовольства                                 | Родольфо Марко Торрес (Rodolfo Marco Torres)                        |      |               |               |        |        |         |
|         | Міністерство риболовлі та аквакультури                     | адмірал Анхель Белісаріо Мартінес (Angel Belisario Martinez)        |      |               |               |        |        |         |
|         | Міністерство розвитку екологічного гірництва               | Роберто Мірабаль Акоста (Roberto Mirabal Acosta)                    |      |               |               |        |        |         |
|         | Міністерство туризму                                       | Марлені Контрерас (Marleny Contreras)                               |      |               |               |        |        |         |
|         | Міністерство у справах жінок і гендерної рівності          | Бланка Екаут (Blanca Eekhout)                                       |      |               |               |        |        |         |
|         | Офіс президента                                            | адмірал Кармен Мелендес (Carmen Melendez)                           |      |               |               |        |        |         |